# Дело Тавора
Дело Тавора — политический судебный процесс, проходивший в Португалии в 1758—1759 годах. Процесс был проведён по инициативе маркиза Помбала, самого влиятельного португальского политика и завершился казнями представителей дворянских родов, включая членов семьи Тавора.

## Процесс
3 сентября 1758 года карета короля Жозе I была обстреляна неизвестными, в результате король и кучер были ранены. Узнав о покушении на короля, Себастьян Жозе де Карвалью приказал провести расследование, в результате чего через два дня были арестованы двое мужчин, которые под пытками признались, что выполняли приказы семьи Тавора, которые намеревались возвести на трон герцога Авейру. На следующий день арестованные были повешены.
На следующей неделе члены семьи Тавора, включая Леонор Томасия с мужем и все их многочисленные родственники, включая внуков, были арестованы. Помимо них, был также арестован герцог Авейру, который подозревался, как один из главных зачинщиков заговора. Судебная комиссия решила, что за покушение на короля ответственна семья Тавора, но представители семьи отвергли обвинения.
Судебная комиссия приговорила всех обвиняемых к смертной казни, включая женщин и детей из семьи Тавора. Вмешательство королевы Марианны Виктории и её дочери инфанты Марии сохранило жизнь большинству членов семьи. Несмотря на это, группа осуждённых, включая маркизу Леонор с мужем, двоих их сыновей и герцога Авейру, были казнены 13 января 1759 года. Титулы и владения семьи Тавора и представителей других дворянских родов были присоединены к короне.
Члены дворянских родов, которые не были казнены, были приговорены к тюремному заключению или отправлены в монастыри.

## Оправдание
В 1781 году во время правления королевы Марии I Леонор, её муж и некоторые другие казнённые, кроме герцога Авейру, были посмертно оправданы.